# Thomas Höneckl
Thomas Höneckl (* 10. Oktober 1989 in Schwarzach im Pongau) ist ein österreichischer Eishockeytorwart, der seit 2022 wieder bei den Black Wings Linz in der ICE Hockey League unter Vertrag steht.

## Karriere
Thomas Höneckl durchlief die diversen Jugendmannschaften des EC Red Bull Salzburg und debütierte in der Saison 2004/05 im Farmteam des Vereins, das in der Nationalliga, der zweithöchsten österreichischen Spielklasse, aktiv ist. Zu einem ersten Backup-Einsatz in der Bundesliga kam er nur ein Jahr später, und in der Spielzeit 2007/08 bestritt er sein erstes Spiel. Zu mehreren Einsätzen kam er bereits im folgenden Jahr, als sich der erste Torhüter Jordan Parise verletzte, und er sechs Spiele mit der Mannschaft bestritt und dabei nur eines in der Overtime verlor. Im Farmteam konnte sich Höneckl in den letzten Jahren gegen Thomas Innerwinkler durchsetzen und erreichte mit dem Team in der Saison 2007/08 den Vizemeistertitel. Im April 2012 wechselte er innerhalb der EBEL zum EC VSV.
Am 21. Dezember 2012 erzielte er im Spiel EC VSV gegen HC Innsbruck sein erstes Tor (Empty-Net).
Zur Saison 2015/16 wechselte er innerhalb der EBEL zu den EC Graz 99ers und stand dort bis 2020 unter Vertrag. Im September 2020 wurde er vom Dornbirner EC verpflichtet. Für den DEC absolvierte er insgesamt 19 Spiele, von denen er 9 gewann. Im Mai 2021 erhielt er einen Vertrag bei den Black Wings Linz.
Mitte Februar 2022 wechselte Höneckl für den Rest der Saison 2021/2022 zum ESV Kaufbeuren in die DEL2.

## Erfolge und Auszeichnungen
- 2008 Österreichischer Meister mit dem EC Red Bull Salzburg
- 2010 Österreichischer Meister mit dem EC Red Bull Salzburg
- 2011 Österreichischer Meister mit dem EC Red Bull Salzburg
- 2011 European-Trophy-Gewinn mit dem EC Red Bull Salzburg

## Karrierestatistik

### Play-offs
(Legende zur Torhüterstatistik: GP oder Sp = Spiele insgesamt; W oder S = Siege; L oder N = Niederlagen; T oder U oder OT = Unentschieden oder Overtime- bzw. Shootout-Niederlage; Min. = Minuten; SOG oder SaT = Schüsse aufs Tor; GA oder GT = Gegentore; SO = Shutouts; GAA oder GTS = Gegentorschnitt; Sv% oder SVS% = Fangquote; EN = Empty Net Goal; 1 Play-downs/Relegation; Kursiv: Statistik nicht vollständig)